# Volkmar I. (Corvey)
Volkmar I., auch Folkmar, lat. Volkmarus, († 942) war von 916 bis 942 Abt von Corvey.
Nach den Zerstörungen durch die Ungarneinfälle trug Volkmar I. maßgeblich zum Wiederaufbau des Klosters bei. Er ließ die zerstörten Gebäude wieder erneuern und die Kirche erweitern. Dafür kamen ihm die engen Beziehungen zum Kaiserhaus zugute. Neue Schäden traten beim Ungarneinfall von 919 ein. Zu Ostern 922 reiste Volkmar nach Quedlinburg, um sich dort von Heinrich I. das Recht der freien Abtwahl bestätigen zu lassen. In der entsprechenden Urkunde wurde der Name Quedlinburg erstmals genannt. In seine Zeit fallen die Schenkungen des Besitzes des Grafen Siegfried von Merseburg und dessen Frau Jutta zu Gunsten des Klosters. Dieser Besitz lag im Bistum Halberstadt. Dort ließ Volkmar nach dem Wunsch der Stifter das Kloster Gröningen gründen. Im Jahr 940 erhielt Volkmar von Otto I. den Königsbann über alle in und um die Stadt Corvey sich ansiedelnden Arbeiter und Handwerker. In seine Amtszeit fiel auch der Eintritt des Geschichtsschreibers Widukind von Corvey in das Kloster.